# Annona saffordiana
Annona saffordiana är en kirimojaväxtart som beskrevs av Robert Elias Fries.
Annona saffordiana ingår i släktet annonor och familjen kirimojaväxter. Inga underarter finns listade i Catalogue of Life.